# 吴江浩
吴江浩（1963年9月—），湖南桃源人，中华人民共和国外交官，現任中华人民共和国驻日本大使。

## 生平
吴江浩的祖父吴起舞是黄埔军校第三期学员，毕业后曾在黄埔军校担任教育处长和训导长。他的伯父吴昌华是黄埔军校第二十二期学员，后来在山东省行医。他的父亲吴惠初在桃源县第一中学教英语。
吴江浩高中毕业后，考入上海外国语学院日语专业。
大学毕业后，他被分配到北京市中日经济友好协会，担任中方代表，参与经济交流工作。1984年，他调入中华人民共和国外交部所属的北京外交人员服务局。1988年，他被调入外交部亚洲司，先后担任科员、随员、三等秘书。邓小平、江泽民、李鹏访问日本时，他曾是随员之一。江泽民访日会见日本天皇时，他曾作为翻译。1993年，他被派往中华人民共和国驻日本国大使馆担任二等秘书，后升为一等秘书。1998年，他返回中国大陆，担任亚洲司副处长、处长。2003年，他再次被派往中国驻日大使馆，先后担任参赞、公使衔参赞。2008年，他被任命为外交部亚洲司副司长，2011年改任为亚洲司公使衔参赞。2012年至2015年，他担任了中华人民共和国驻斯里兰卡大使。
自斯里兰卡返回中国后，他担任了外交部礼宾司副司长，后升为外交部亚洲司司长。2020年9月，任外交部部长助理。和副部長羅照輝共同負責亞洲地區事務，另負責边界与海洋和涉港澳台外交事务。
2023年2月，接替孔鉉佑任中国驻日本大使。3月21日，抵達日本履新，並离任外交部部长助理职务。

## 爭議言論
2023年4月28日，吴江浩在有日本各大媒体、外媒等近200人出席的“日本记者俱乐部”发表谈话，就中日关系阐述北京立场。期间，吴江浩针对日本社会近期兴起的“台湾有事就是日本有事”论述称：
|  | 日方应该从根子上树立正确对华认知，把握战略自主，判明时代大势，真正以建设性的姿态推动两国关係稳定发展。 |

|          | 有些国家一边纵容支持台独，一边大谈台海和平稳定，实质是要我们吞下国家主权遭分割，领土完整遭破坏的苦果，我们不会让这种图谋得逞。鼓譟所谓『台湾有事就是日本有事』既荒谬又危险，把纯属中国内政的事务同日本的安全保障扯在一起，逻辑不通，遗害无穷。如果日本被绑上分裂中国的战车，日本人民将被带入火坑。 |
| ——吴江浩 | |

吴江浩警告日本的发言一出随即引发日本社会讨论。中华民国外交部表示“对吴江浩罔顾事实、颠倒是非、蓄意恐吓台湾及日本的发言予以严正驳斥，并再重申两岸互不隶属是国际公认的事实，中国应即刻停止荒谬的言论”，中华民国外交部同时表示“台湾与日本同属自由民主阵营国家，双方基于共同理念及价值，建立紧密友好的伙伴关系，是维系印太区域和平稳定的良善力量”。

## 家庭
已婚，有一女。